# العبودية في الهند
نشأت العبودية في الهند خلال فترة الحكم الإسلامي فيها، لكنها لم تُمارس إلا نادرًا في الهند القديمة. على أي حال، يُعد البحث في موضوع ممارستها في العصور القديمة إشكاليًا ومُتنازعٌ عليه بسبب الجدل الذي يحيط بترجمة مصطلحات مثل داسا وداسيو. حُظرت العبودية خلال فترة حكم الإمبراطورية الماورية.
تفاقمت حالة العبودية في الهند خلال فترة الهيمنة الإسلامية على شمال الهند بعد القرن الحادي عشر، إذ أعاد الحكام المسلمون إدخال العبودية إلى شبه القارة الهندية. أصبحت مؤسسة اجتماعية سائدة مع استعباد الهندوس، بالإضافة إلى استخدام العبيد في جيوش الغزو، وهي ممارسة طال أمدها في الممالك الإسلامية في ذلك الوقت. وفقًا للمؤرخين المسلمين في عهد سلطنة دلهي وإمبراطورية مغول الهند، فإنه بعد غزو الممالك الهندية أُخذ الهنود عبيدًا، وصُدّر العديد منهم إلى آسيا الوسطى وغرب آسيا. جرى استيراد العديد من العبيد من القرن الأفريقي أيضًا إلى شبه الجزيرة الهندية للخدمة في منازل ذوي السلطة أو في جيوش الإسلام التابعة لسلطنات الدكن وإمبراطورية مغول الهند.
استمرت العبودية في الهند خلال القرنين الثامن عشر والتاسع عشر. خلال زمن الاستعمار أُخذ الهنود عبيدًا إلى أجزاء مختلفة من العالم من قِبل شركة الهند الشرقية البريطانية والإمبراطورية البريطانية. أُخذ أيضًا مليون عامل سخرة، أُطلق عليهم اسم غيرميتياس، من أُتر برديش وبيهار كعمال مستعبدين في المستعمرات الأوروبية البريطانية والهولندية والبرتغالية في فيجي وجنوب أفريقيا وترينيداد وتوباغو. استورد البرتغاليون عبيدًا أفارقة إلى مستعمراتهم الهندية على ساحل كونكان بين عامي 1530 و1740. أُلغيت العبودية في قطاعات شركة الهند الشرقية بواسطة قانون العبودية الهندي، 1843.

## العبودية في القرون الوسطى الهندية
تفاقمت العبودية خلال القرون الوسطى في الهند مع وصول الإسلام. يلخص وينك تلك الفترة كما يلي،
ارتبطت العبودية والتكوين الإمبراطوري مع الإقطاع تحديدًا وفي إطار التوسع الإسلامي شاع وجود العبودية ضمن طبقة النخبة لاحقًا. وقد أصبحت النظام المهيمن في الهند الشمالية في القرن الثالث عشر وحافظت على قدر كبير من الأهمية في القرن الرابع عشر. بقيت العبودية فعالة في القرن الخامس عشر في البنغال، في حين انتقلت بعد ذلك التاريخ إلى هضبة الدكن حيث استمرت حتى القرن السابع عشر. ظلت حاضرة بدرجة أقل في أقاليم مغول الهند خلال القرن السابع عشر وأُحييت بشكل بارز على يد الأفغان في الهند الشمالية مرة أخرى في القرن الثامن عشر.

- الهند، آندريه وينك.
ظهرت العبودية بوصفها مؤسسة اجتماعية مهيمنة من القرن الثامن وما بعد في الهند، وتحديدًا بعد القرن الحادي عشر، ظهرت باعتبارها جزءٌ من نهبٍ منهجي واستعبادٍ للكفار، بالإضافة إلى استخدام العبيد في الجيوش من أجل الغزوات.
لم تنتشر العبودية في كشمير، على عكس أجزاء أخرى من العالم الإسلامي في القرون الوسطى. عدا السلاطين، ليس هناك دليل على أن طبقة النخبة أبقت عبيدًا. احتقر الكشميريون العبودية. أيضًا، لم تُمارس المعاشرة دون زواج.

### الغزوات الإسلامية (من القرن الثامن إلى القرن الثاني عشر بعد الميلاد)
يلخص آندريه وينك العبودية في القرنين الثامن والتاسع في الهند كما يلي،
(خلال غزو محمد القاسم)، جرى استعباد الكثير من النساء والأطفال باستمرار. تشدد المصادر أنه وبالتزامٍ مدفوع بالواجب تجاه القوانين الدينية، فُصل «خِمْس العبيد والغنائم» لخزينة الخليفة وأُرسلوا إلى العراق وسوريا. توزعَ الباقي بين جيش الإسلام. الأترور، وهم 60,000 أسير عشوائي، انتهى بهم المطاف بالاستعباد. في براهمان أباد اقتيد 30,000 عبد. في مولتان 6,000. استمرت غارات العبيد خلال الفترة الأموية الأخيرة في السند، وأبعد من ذلك بكثير في الهند، حتى أوجاين ومالوا. سلب الحكام العباسيون بنجاب، حيث أُخذ العديد من السجناء والعبيد.

- الهند، آندريه وينك
يشير ليفي إلى أن هذه الأرقام لا يمكن رفضها كليًا من قبيل المبالغة إذ تظهر أنها مدعومة بواسطة تقارير المراقبين المعاصرين. في بدايات القرن الحادي عشر، سجل المؤرخ العربي العتبي في كتاب تاريخ اليميني أنه في عام 1001 احتلت جيوش محمود الغزنوي بيشاور وويهاند (عاصمة غاندارا) بعد معركة بيشاور (1001)، «في وسط أرض هندستان»، واستعبدوا الآلاف. لاحقًا، عقب حملته الثانية عشرة داخل الهند عام 1018 – 1019، ذُكر أن محمودًا قد عاد مع عدد كبير من العبيد وأن قيمتهم انخفضت إلى عشرة دراهم وحتى درهمين للواحد. وفقًا للعتبي فإن هذا السعر المنخفض غير العادي، جعل «التجار يأتون من مدن بعيدة لشرائهم، حتى بلدان وسط آسيا والعراق وخراسان قد تضخمت بهم، امتزج ذوي البشرة الفاتحة والغامقة، الغني والفقير في عبودية مشتركة».

### سلطنة دلهي ( من القرن 12 إلى 16 بعد الميلاد)
خلال فترة حكم سلطنة دلهي (1206 – 1555)، تزايدت الإشارات حول الوجود الوفير للعبيد الهنود زهيدي الثمن. استُخدم العديد من هؤلاء العبيد الهنود من قِبل النبلاء المسلمين في شبه القارة، لكن صُدّر آخرون لاستيفاء الطلب في الأسواق العالمية. تحول بعض العبيد إلى الإسلام للحصول على الحماية. يُربّى الأطفال الذين يولدون من صلب الأسياد المسلمين والإماء غير المسلمات على أنهم مسلمون. تتحول النساء غير المسلمات، اللاتي عاشرهن الجنود المسلمون وطبقة النخبة، إلى الإسلام لتجنب الرفض من قِبل مجتمعاتهن. يقول سكوت ليفي أن «انتقال أعداد كبيرة من الهندوس إلى أسواق العبيد في آسيا الوسطى كان نتاج جهود بناء الدولة لسلطنة دلهي وإمبراطورية مغول الهند في جنوب آسيا».
أسفر نظام العوائد في سلطنة دلهي عن نسبة كبيرة من تعداد العبيد الهنود إذ أمر هؤلاء الحكام، وتوابعهم الشيقدارات، جيوشهم باختطاف أعداد كبيرة من المحليين كوسيلة لاستخلاص العوائد. في حين أُعفيت المجتمعات المخلصة للسلطان والتي دفعت ضرائبها بانتظام من هذه الممارسة، فإن الضرائب كانت تُستخلص عمومًا من جماعات أخرى أقل إخلاصًا على شكل عبيد. هكذا، وفقًا لباراني، أمر بلبن «ملك العبيد» الشمسي (حكمَ: 1266 – 1287) شيقداراته في منطقة أود باستعباد الشعوب المناهضة لسلطته، هؤلاء الذين رفضوا تزويده بعائدات الضرائب. أُفيد بأن السلطان علاء الدين خالجي (حكمَ: 1296 – 1316) قد شرّع بشكل مشابه استعباد من تخلّف عن سداد عوائده. استمرت هذه السياسة خلال عهد إمبراطورية مغول الهند.
جرى استعباد عدد أكبر من الأشخاص كجزء من جهود سلاطين دلهي لتمويل توسعهم ضمن مناطق جديدة. على سبيل المثال، بينما كان بنفسه لايزال عبدًا عسكريًا لسلطان الدولة الغورية معز الدين، غزا قطب الدين آيباك (حكم: 1206 – 1210 كأول ملك عبيد شمسي) ولاية كجرات عام 1197 ووضع 20,000 شخص تقريبًا في العبودية. بعد ذلك بستة سنوات تقريبًا، استعبد 50,000 شخصًا آخرًا خلال احتلاله كالينجار. لاحقًا في القرن الثالث عشر، هزمت حملة بلبن في رانثامبور الجيش الهندي وأخضعت «أسرى لا يمكن حصرهم».
يقول ليفي أن الاستعباد القسري لغير المسلمين خلال فترة سلطنة دلهي كان مدفوعًا بالرغبة لغنائم الحرب والتوسع العسكري. ازداد زخم هذا الأمر تحت حكم السلالة الخالجية والتغلقية. أشار ضياء الدين باراني إلى أن السلطان علاء الدين خالجي امتلك 50,000 عبدًا صبيًا، بالإضافة إلى 70,000 عبدًا للبناء. قيل بأن السلطان فيروز شاه تغلق قد امتلك 180,000 عبدًا، 12,000 منهم حرفيٌّ ماهر. على الأرجح، كانت نسبة كبيرة من العبيد المملوكين من قِبل السلاطين عبيدًا عساكرًا وليس عمالًا أو خدمًا. على أي حال، خُرقت التقاليد السابقة المتعلقة بالحفاظ على جيش مختلط يتألف من جنود هنود وجنود عبيد أتراك (غلمان، مماليك) من آسيا الوسطى، بنشوء الإمبراطورية المغولية التي حدت من تدفق المماليك. ضاعف هذا الأمر احتياجات سلاطين دلهي للسكان الهنود المحليين لتلبية احتياجاتهم من العبيد العساكر والعبيد الخدم. باع الخلجيون آلاف الجنود المغوليين المأسورين داخل الهند. كانت الصين وتركستان وإيران وخراسان مصادرًا للعبيد الذكور والإناث المباعين إلى الهند تحت حكم السلالة التغلقية. أرسل إمبراطور سلالة يوان في الصين 100 عبدٍ من كِلا الجنسين لسلطان تغلق، ورد الأخير بإرسال العدد نفسه من العبيد من كِلا الجنسين.